# Luigi Rech
Luigi Rech (Faller, 7 dicembre 1926 – Dudelange, 6 gennaio 2012) è stato un politico, sindacalista e dirigente sportivo italiano naturalizzato lussemburghese, in Lussemburgo era conosciuto come Louis Rech.

## Biografia
Nato a Faller di Sovramonte in provincia di Belluno nel 1926, nel 1927 a solo un anno si trasferisce con la famiglia in Lussemburgo nel "Quartier Italie" a Dudelange, la terza città del granducato.
Dopo aver completato gli studi lavora nelle acciaierie Arbed (Aciéries Réunies de Burbach-Eich-Dudelange) nella cittadina, dopo aver preso la cittadinanza lussemburghese nel 1956 si iscrive al Partito Operaio Socialista Lussemburghese e guida per alcuni anni la squadra degli italo-lussemburghesi di Dudelange, l'Alliance Dudelange.
Inoltre è stato anche vicepresidente nazionale della Confédération générale du travail luxembourgeoise (CGT-L) e dal 1985 al 1993 viene eletto borgomastro della città, diventando il primo italo-lussemburghese a ricoprire una carica politica.

È scomparso il 6 gennaio 2012 a 85 anni di età a Dudelange ed è stato sepolto nel cimitero cittadino.

## Fonte
- Omaggio a Luigi Rech, su passaparola.info. URL consultato il 9 giugno 2012 (archiviato dall'url originale il 17 gennaio 2012).